# 25ans (曲)
『25ans（ヴァンサンカン）』は、1989年7月5日に発売された、THE GOOD-BYEの別名義「YOSHIO NOMURA with THE GOOD-BYE」のシングルである。

## 概要
当時、他のアーティストへの楽曲提供などで注目を浴びていた、野村義男に焦点を合わせたシングル。
小泉今日子のセッションの合間に井上ヨシマサと２人で録音された。
他のメンバーは、コーラスのみの参加。
コーラスアレンジは、曾我泰久。

## 収録曲
- SIDE A

1. 25ans（ヴァンサンカン） [4:35]
作詞:野村義男／作曲:井上ヨシマサ／編曲:野村義男、井上ヨシマサ／コーラスアレンジ:曾我泰久。

- SIDE B

1. WITHOUT YOU [4:14]
作詞:野村義男／作曲・編曲:野村義男、井上ヨシマサ

## 楽曲の収録アルバム
- OLDIES BUT Good-Buy! vol.II（#1）
- Anthology 1983〜1990（#1）
- READY! STEADY!! THE GOOD-BYE!!!（#1）
- Revolution No.9（#1、#2）